# Timothy Balme
Timothy „Tim“ Balme (* 18. Januar 1967) ist ein neuseeländischer Schauspieler und Drehbuchautor. Bereits mit seiner ersten Hauptrolle als Lionel Cosgrove in Peter Jacksons Splatterfilm-Persiflage Braindead wurde er 1992 international bekannt.

## Leben
Der 1967 geborene Balme erhielt 1992 die Hauptrolle in Peter Jacksons Braindead, der ihn vor allem unter Horrorfilm-Fans schlagartig bekannt machte. Danach übernahm er eine Rolle in der Fernsehserie Shortland Street. Seit 2005 schrieb Balme Drehbücher, mehrheitlich für einzelne Folgen verschiedener neuseeländischer Fernsehserien. Neben seiner Arbeit als Film- und Fernsehschauspieler spielt Balme auch Theater. Für seine Darstellung des James K Baxter im Stück Horseplay erhielt er 2010 den bei den NZ Herald Best of Theatre Awards die Auszeichnung Best of Theatre 2010.
Timothy Balme ist Mitgründer der Produktionsfirma South Pacific Pictures.
Balme ist mit der Schauspielerin und Regisseurin Katie Wolfe verheiratet, mit der er zwei Kinder hat, eine Tochter (* 2001) und einen Sohn (* 2006). Aus einer früheren Beziehung hat er einen weiteren Sohn (* 1987).

## Filmografie (Auswahl)
Schauspieler
- 1990: Shark in the Park (Fernsehserie, eine Episode)
- 1991: Away Laughing (Fernsehserie, eine Episode)
- 1992: Braindead
- 1994–1999: Shortland Street (Fernsehserie, unbekannte Anzahl Episoden)
- 1994: Tin Box
- 1994: Der unsichtbare Tod (The Last Tattoo)
- 1994: La vie en rose
- 1994: Hercules im Reich der toten Götter (Hercules in the Underworld, Fernsehfilm)
- 1996: Planet Man
- 1996: Headlong
- 1996: Der Überflieger (Jack Brown Genius)
- 1998: Familienglück oder andere Katastrophen (Via Satellite)
- 1999: Greenstone (Fernsehserie, unbekannte Anzahl Folgen)
- 2001: Exposure – Gefährliche Enthüllung (Exposure)
- 2001–2002: Mercy Peak (Fernsehserie, 27 Episoden)
- 2002: The Vector File (Fernsehfilm)
- 2003: For Good
- 2004: Deceit (Fernsehfilm)
- 2004: Not Only But Always (Fernsehfilm)
- 2004–2005: P.E.T. Detectives (Fernsehserie, 2 Episoden)
- 2006: Maddigan’s Quest (Fernsehserie, 10 Episoden)
- 2007: Tattooist – Das Böse geht unter die Haut (The Tattooist)
- 2010: No Reason
- 2010: Outrageous Fortune (Fernsehserie, 2 Episoden)
- 2011–2013: The Almighty Johnsons (Fernsehserie, 36 Episoden)

Drehbuchautor
- 2005: Interrogation (Fernsehserie, Episode 1x07)
- 2006–2010: Outrageous Fortune (Fernsehserie, 25 Episoden)
- 2009: Diplomatic Immunity (Fernsehserie, 2 Episoden)
- 2010: Redemption (Kurzfilm)
- 2010: Stolen (Fernsehfilm)
- 2011–2013: The Almighty Johnsons (Fernsehserie, 17 Episoden)
- 2013: The Blue Rose (Fernsehserie, 6 Episoden)
- 2014–2025: The Brokenwood Mysteries (Fernsehserie, 45 Episoden)
- 2015–2017: 800 Words (Fernsehserie, 6 Episoden)
- 2020: The Sounds (Fernsehserie, 8 Episoden)
- 2021: Under the Vines (Miniserie, 1 Episode)